# Breslaus voetbalkampioenschap 1923/24
In 1923/24 werd het zeventiende Breslaus voetbalkampioenschap gespeeld, dat georganiseerd werd door de Zuidoost-Duitse voetbalbond. De competitie werd opnieuw samengevoegd in één reeks. Vereinigte Breslauer Sportfreunde werd kampioen en plaatste zich voor de Midden-Silezische eindronde. De club versloeg SC Brega 09 Brieg en SC Vorwärts Oels en stootte door naar de Zuidoost-Duitse eindronde. De club werd ook daar kampioen en plaatste zich zo voor de eindronde om de Duitse landstitel, waarin de club in de eerste ronde verloor van Hamburger SV.

## A-Liga
| Plaats | Club                              | Wed. | W  | G | V  | Saldo | Ptn   |
| ------ | --------------------------------- | ---- | -- | - | -- | ----- | ----- |
| 1.     | Vereinigte Breslauer Sportfreunde | 15   | 11 | 2 | 2  | 56:25 | 24:6  |
| 2.     | Breslauer SC 08                   | 16   | 11 | 0 | 5  | 51:26 | 22:10 |
| 3.     | Breslauer SpVgg Komet 05          | 15   | 8  | 3 | 4  | 26:18 | 19:11 |
| 4.     | Breslauer FV 06                   | 16   | 8  | 1 | 7  | 28:28 | 17:15 |
| 5.     | SC Hertha Breslau                 | 16   | 6  | 4 | 6  | 28:24 | 16:16 |
| 6.     | SC Vorwärts Breslau               | 16   | 5  | 4 | 7  | 20:30 | 14:18 |
| 7.     | VfB 1898 Breslau                  | 16   | 5  | 2 | 9  | 19:35 | 12:20 |
| 8.     | SC Germania Breslau               | 16   | 3  | 3 | 10 | 25:47 | 9:23  |
| 9.     | SC Alemannia 09 Breslau           | 16   | 3  | 3 | 10 | 19:39 | 9:23  |

|  | Kampioen                       |
|  | Beslissende wedstrijd plaats 8 |

### Plaats 8
De verliezer degradeert, de winnaar speelt nog een play-off tegen de kampioen van de B-Liga
|              |                     |       |                         |         |
| 15 juni 1924 | SC Germania Breslau | 0 – 2 | SC Alemannia 09 Breslau | Breslau |
| 15 juni 1924 |                     |       |                         | Breslau |

## B-Liga
| Plaats | Club                              | Wed. | W  | G | V  | Saldo | Ptn   |
| ------ | --------------------------------- | ---- | -- | - | -- | ----- | ----- |
| 1.     | FC Rapid Breslau                  | 17   | 15 | 1 | 1  | 61:11 | 31:03 |
| 2.     | SC Schlesien 01 Breslau           | 18   | 14 | 3 | 1  | 84:11 | 31:05 |
| 3.     | VSV Union Wacker 08 Breslau       | 18   | 10 | 1 | 7  | 29:31 | 21:15 |
| 4.     | VfR 1897 Breslau                  | 18   | 9  | 1 | 8  | 50:34 | 19:17 |
| 5.     | BV Minerva 1909 Breslau           | 16   | 8  | 1 | 7  | 28:38 | 17:15 |
| 6.     | SC Sturm 1916 Brockau             | 14   | 6  | 2 | 6  | 19:21 | 14:14 |
| 7.     | FC Eintracht 1907 Breslau         | 17   | 7  | 0 | 10 | 29:53 | 14:20 |
| 8.     | FC Askania 1909 Breslau           | 17   | 4  | 2 | 11 | 23:41 | 10:24 |
| 9.     | Vereinigte Breslauer Rasenfreunde | 17   | 3  | 1 | 13 | 16:55 | 07:27 |
| 10.    | SpVgg 1892 Breslau                | 16   | 2  | 0 | 14 | 16:60 | 04:28 |

|  | Kampioen, deelname promotie/degradatie-play-off |
|  | Degradatie play-off tegen kampioen derde klasse |
|  | Degradatie                                      |

### Promotie/Degradatie Play-off
Heen
|              |                  |       |                         |         |
| 22 juni 1924 | FC Rapid Breslau | 0 – 0 | SC Alemannia 09 Breslau | Breslau |
| 22 juni 1924 |                  |       |                         | Breslau |

Terug
|              |                         |       |                  |         |
| 29 juni 1924 | SC Alemannia 09 Breslau | 1 – 2 | FC Rapid Breslau | Breslau |
| 29 juni 1924 |                         |       |                  | Breslau |

Na dit seizoen fuseerde Rapid Breslau met Schlesien Breslau en trad volgend seizoen aan als Schlesien-Rapid Breslau. 

### Degradatie play-off
| Team 1                            | Totaalscore | Team 2           | Wed 1 | Wed 2 |
| --------------------------------- | ----------- | ---------------- | ----- | ----- |
| Vereinigte Breslauer Rasenfreunde | 6:3         | SC Deutsch Lissa | 3:1   | 3:2   |